# Sven-Bertil Jansler

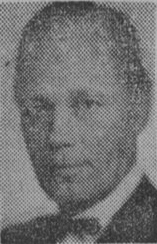
Sven-Bertil Jansler.

Sven-Bertil Jansler, född 14 september 1912 i Östersund, död 7 april 1983 i Järna, var en svensk arkitekt.
Jansler avlade studentexamen 1933 och utexaminerades från Kungliga Tekniska högskolan 1941. Han anställdes hos arkitekt Gustaf Clason 1938, hos arkitekt Carl-Otto Hallström 1940, drev arkitektrörelse tillsammans med arkitekt Fred Heymann från 1942 (Jansler & Heymann Arkitektkontor AB från 1958). Han var t.f. lektor vid Stockholms tekniska gymnasium 1949–1950. Han var ledamot av styrelsen för byggmaterialfirman AB J.P. Hård i Östersund.
Sven-Bertil Jansler var son till bankdirektör Leon Ericsson och Oliva Åkesson samt bror till Åke Jansler.